# Robert Droogmans
Robert Droogmans (ur. 5 września 1954) – belgijski kierowca rajdowy, rajdowy mistrz Europy 1990.
Brał udział w Rajdowych Mistrzostwach Europy w latach 1984–1993. Był pierwszym belgijskim kierowcą rajdowym, który zdobył tytuł mistrza Europy, uczynił to w roku 1990 (przed Patrickiem Snijersem w 1994 i Bruno Thiry w 2003). W sezonie 1990 w ERC wygrał trzy rajdy i pięćdziesiąt jeden odcinków specjalnych. W sumie w całej karierze wygrał dwadzieścia sześć rajdów zaliczanych do Mistrzostw Europy (trzykrotnie wygrywał Rajd Polski – 1989, 1990, 1992). Startował również w Rajdowych mistrzostwach Świata. W sezonie 1990 zajął dziesiąte miejsce w Rajdzie Wielkiej Brytanii. Był trzykrotnym mistrzem Belgii w rajdach samochodowych (1986, 1987, 1992).